# Xilinhot
 Xilin Hot (en mongol: Шилийн Хот, romanizado: Shiliin Hot, lit. 'ciudad de colinas' ; en chino, 锡林 浩特; pinyin, Xīlín Hàotè) es una ciudad bajo la administración directa de la liga de Xilin Gol en la provincia de  Mongolia Interior, República Popular China. Su área es de 14 780km² y su población total para 2020 superó los 349 mil habitantes
La ciudad está a 990 m s. n. m., la ciudad está a 620 km desde Pekín a la capital provincial de Hohhot,  la ciudad está conectada por vía aérea con vuelos regulares a Pekín por aerolíneas como Air China y vuelos diarios de Hohhot por Shandong Airlines. La ciudad cuenta con trenes que conectan Xilinhot con la capital y sale todos los días con excepción de los martes y sábados.
La ciudad cuenta con un centro histórico que incluye un templo artístico, además el Festival de Naadam, una fiesta de Mongolia, se celebra todos los años. Naadam es una reunión del pueblo mongol de la lucha libre, el comercio de caballos, concursos de disfraces, carreras de caballos, etc. Es su festival de verano y en general es muy colorido, con trajes de colores, tiendas de alimentos y venta de suministros.
La economía del condado se basa en la ganadería.
Xilinhot es un gran centro para la energía eléctrica. Existe una mina de carbón masiva a las afueras de la ciudad y generación de energía eólica en granjas de viento. Donde hay cerca de 200 turbinas individuales ahora y con otras 200 que se construirán en el año que viene. El conjunto actual de 200 turbinas son operadas por 7 empresas diferentes de energía.
La cultura de Mongolia es muy importante aquí con imágenes, tapices y estatuas monumentales de Genghis Khan en cada casa, cada tienda y cada esquina de la calle.

## Administración
La ciudad de Xilinhot se divide en 11 administraciones menores:
subdistritos:Xīrì tǎlā, bǎolì gēn, hánggài, chǔgǔ lán, é ěr dūn, nánjiāo, bāyàn chá gàn y bāyàn xī lēi .
poblados:Ā'ěr shàn bǎo lā gé
sumus: Bǎo lì gēn y Cháo kè wūlā 
- Datos: Q1009416

1. ↑  «郵遞區號查詢 - 郵編庫» [Consulta de código postal]. tw.youbianku.com (en chino). 2005. Consultado el 25 de enero de 2018.